# Self-transcendence 3100 Mile Race
La course Self-Transcendence 3 100 mile est la plus longue course à pied reconnue au monde. En 1996, Sri Chinmoy crée cet événement à partir d'une course de 2 700 miles (4 345 km). Il déclare ensuite que l'édition 1997 de cette course sera étendue à 3 100 miles (4 989 km).
Cette course est organisée par le Sri Chinmoy Marathon Team (l'équipe de marathon de Sri Chinmoy) et se déroule dans le Queens aux États-Unis entre le mois de juin et d'août chaque année. La course mesure 3 100 miles (4 989 km) de long. Les coureurs effectuent 5 649 tours d'un quartier situé au centre du Queens  d'une distance de 0,548 8 mile (883 m). Les coureurs disposent de 52 jours pour terminer la course - avec une moyenne journalière de 59,62 miles (95,95 km).

## Historique
La course Self-Transcendence 3 100 mile est fondé par Sri Chinmoy avec le souhait de créer une opportunité pour les coureurs de découvrir les limites de leurs capacités et essayer de les dépasser. D'où le nom "Self-Transcendence" (transcendance de soi), qui est apposé à toutes les courses à pied que l'équipe de marathon Sri Chinmoy héberge. En 1985, le groupe commence à organiser des courses dont l'Ultra Trio, trois courses avec des distances échelonnées de 700, 1000 et 1 300 km qui ont lieu en septembre et au printemps. De ces courses sont nés les courses Self-Transcendence de 6 jours, et la seule course annuelle de son genre, la course de Self-Transcendence de 10 jours.
En 1996, Sri Chinmoy crée une course de 2 700 miles (4 345 km). Lors de la cérémonie de remise des prix cette année là, il déclare que l'édition de 1997 sera étendue à 3 100 miles (4 989 km). Depuis, la course est maintenue avec cette distance chaque année.
En 2020, il s'est tenu à Salzbourg en Autriche en raison de la Pandémie de Covid-19, du 13 septembre au 3 novembre.

## Records et gagnants

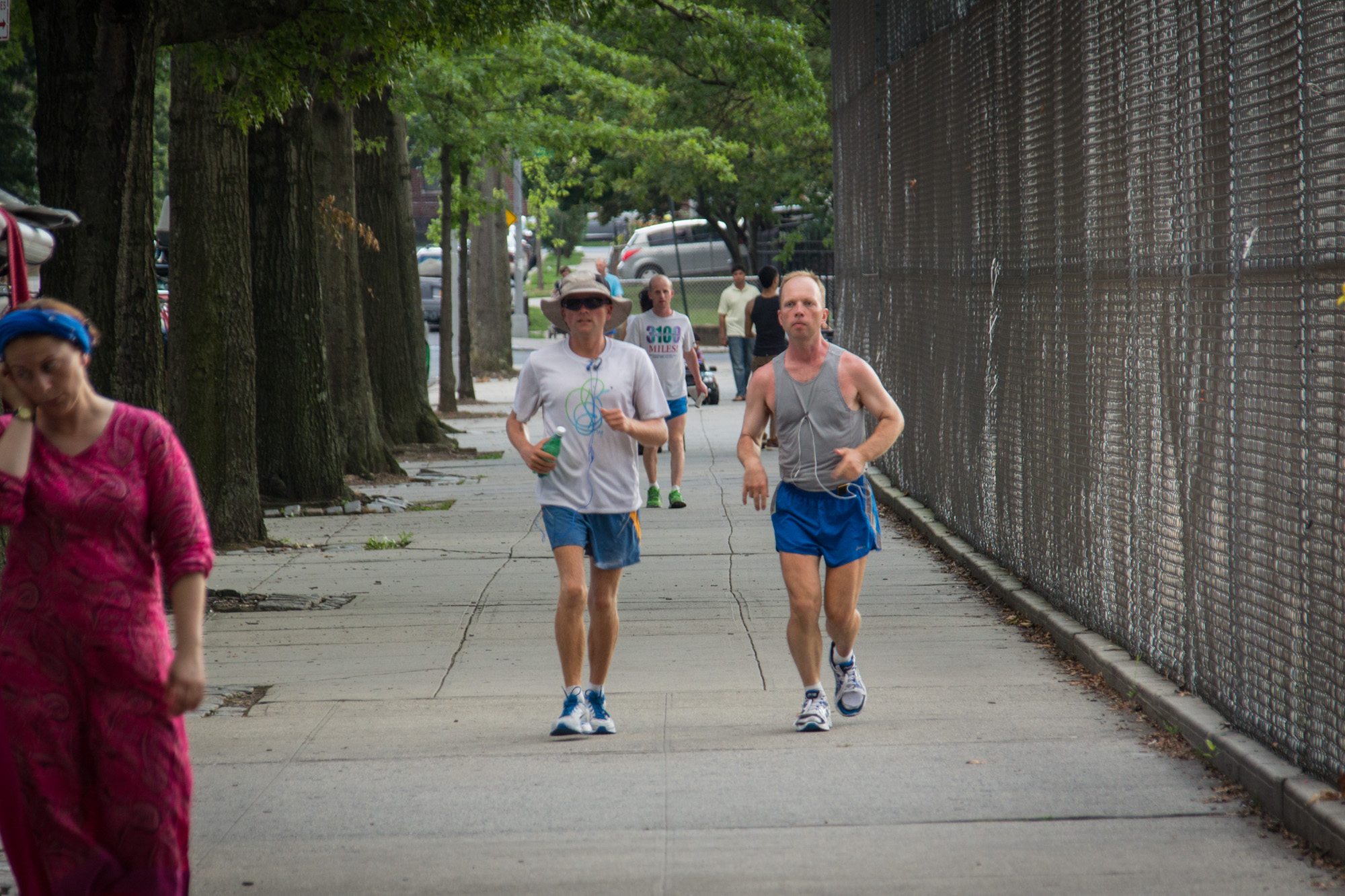
2012

### Championnat du monde IAU1988des1 000 miles
Le championnat du monde IAU 1988 des 1 000 miles de Sri Chinmoy et les courses de 700 et 1 300 miles se sont tenues du 20 mai au 7 juin 1988.
- Yiannis Kouros 10 j 10 h 30 min 36 s (WR)
- Sandra Barwick 14 j 20 h 45 min 16 s (WR)[7]

### Records
Le record du monde des 3 100 miles est détenu par Ashprihanal Aalto avec 40 jours 9 heures 6 minutes et 21 secondes en juillet 2015, et bat le précédent record de Madhupran Wolfgang Schwerk en 2006 en 41 jours 8 heures 16 minutes et 29 secondes. Le record des femmes est détenu par Kaneenika Janakova qui a complété les 3 100 mile en 48 jours 14 heures 24 minutes et 10 secondes en 2017. Elle bat le précédent record de Surasa Mairer de 49 jours 7 heures 52 minutes et 24 secondes en 2015. Suprabha Beckjord est la seule personne à avoir complété chaque édition de la course jusqu'en 2009. Ashprihanal Aalto a remporté la course neuf fois sur 14 participations.

### Liste des gagnants
Liste des gagnants des 700 - 2 700 miles (prédécesseur du 3 100 mile Race)
| Année | Distance              | Homme                                                                   | Homme                                                    | Homme                                                             | Femme                                                                      | Femme                                                             | Femme                                                            |
| Année | Miles                 | Pays                                                                    | Athlète                                                  | Temps                                                             | Pays                                                                       | Athlète                                                           | Temps                                                            |
| ----- | --------------------- | ----------------------------------------------------------------------- | -------------------------------------------------------- | ----------------------------------------------------------------- | -------------------------------------------------------------------------- | ----------------------------------------------------------------- | ---------------------------------------------------------------- |
| 1985  | 1 000                 |                                                                         |                                                          |                                                                   |                                                                            |                                                                   |                                                                  |
| 1986  | 1 000                 | Drapeau des États-Unis                                                  | Stu Mittleman                                            | 11 j 20 h 37 min 0 s                                              |                                                                            |                                                                   |                                                                  |
| 1987  | 700 1 000 1 300       | Drapeau de la Grèce · Drapeau des États-Unis · Drapeau des États-Unis   | Yiannis Kouros Tom Grace Marty Sprengelmeyer             | 150 miles 567 miles 1 250 miles                                   | Drapeau du Canada · Drapeau des États-Unis · Drapeau du Japon              | Antana Locs Pippa Davis Izumi Yamamoto                            | 691 miles 832 miles 825 miles                                    |
| 1988  | 700 1 000 1 300       | Drapeau du Royaume-Uni · Drapeau de la Grèce · Drapeau de l'Allemagne   | Sauriya Clarc Yiannis Kouros Stefan Schlett              | 11 j 5 h 42 min 0 s 10 j 10 h 30 min 36 s 1 172 miles             | Drapeau des États-Unis · Drapeau de la Nouvelle-Zélande · Drapeau du Japon | Suprabha Schechter Sandra Barwick Izumi Yamamoto                  | 10 j 13 h 3 min 45 s 14 j 20 h 45 min 16 s 230 miles             |
| 1989  | 700 1 000 1 300       | Drapeau des États-Unis · Drapeau des États-Unis · Drapeau du Canada     | Noivedya Brower John Wallis Al Howie                     | 11 j 17 h 57 min 0 s 14 j 9 h 45 min 4 s 17 j 8 h 25 min 34 s     | -                                                                          | Essie Garrett Suprabha Schechter -                                | 12 j 19 h 26 min 36 s 14 j 20 h 18 min 24 s                      |
| 1990  | 700 1 000 1 300       |                                                                         |                                                          |                                                                   | -                                                                          | Suprabha Schechter -                                              | 13 j 53 h 0 min 0 s -                                            |
| 1991  | 700 1 000 1 300       | Drapeau des États-Unis · Drapeau du Canada                              | Thomas Possert Al Howie                                  | 13 j 14 h 2 min 52 s 16 j 19 h 0 min 0 s                          | Drapeau de la Nouvelle-Zélande                                             | Sandra Barwick                                                    | 17 j 22 h 46 min 7 s                                             |
| 1992  | 700 1 000 1 300       | Drapeau de la Hongrie                                                   | István Sipos                                             | 9 j 14 h 43 min 30 s -                                            | Drapeau des États-Unis                                                     | Suprabha Beckjord                                                 |                                                                  |
| 1993  | 700 1 000 1 300       | Drapeau du Royaume-Uni · Drapeau de la Moldavie · Drapeau de la Hongrie | Jeffrey Covell Aleksandr Chulakov István Sipos           | 11 j 12 h 12 min 13 s 14 j 18 h 29 min 45 s 16 j 17 h 36 min 14 s | Drapeau de l'Autriche · Drapeau de l'Australie · Drapeau du Canada         | Monika (Shamita) Achenbach-König Dipali Cunningham Antana Locs    | 11 j 20 h 42 min 46 s 15 j 12 h 52 min 2 s 18 j 12 h 34 min 35 s |
| 1994  | 700 1 000 1 300       | -                                                                       | Aleksandar (Namitabha) Arsic Marty Sprengelmeyer -       | 11 j 14 h 30 min 29 s 14 j 8 h 0 min 20 s -                       | Drapeau de l'Australie · Drapeau de la Roumanie · Drapeau du Canada        | Catherine (Dipali) Cunningham Silvia Andonie Graziano Antana Locs | 10 j 5 h 32 min 58 s 14 j 18 h 52 min 38 s 18 j 18 h 49 min 42 s |
| 1995  | 700 1 000 1 300       | Drapeau de la Serbie · Drapeau de la Lettonie                           | Sasa Djordjevic Georgs Jermolajevs                       | 12 j 1 h 47 min 46 s - 16 j 14 h 0 min 0 s                        | Drapeau de l'Australie · Drapeau du Canada                                 | Catherine (Dipali) Cunningham Dhvaja Dorn -                       | 09 j 15 h 14 min 46 s 15 j 22 h 39 min 35 s -                    |
| 1996  | 700 1 000 1 300 2 700 | Drapeau des États-Unis · Drapeau de la Hongrie · Drapeau de la Lettonie | John Wallis István Sipos Georgs Jermolajevs              | 10 j 7 h 25 min 54 s 13 j 22 h 27 min 27 s - 40 j 11 h 0 min 0 s  | -                                                                          | Paula (Surasa) Mairer - Suprabha Beckjord -                       | 11 j 9 h 11 min 5 s - 43 j 1 h 0 min 0 s -                       |
| 1997  | 700 1 000 1 300 2 700 | Drapeau de l'Italie · Drapeau de la Lettonie · Drapeau de la Lettonie   | Nicola Sinisgalli Georgis Jermolajevs Georgs Jermolajevs | 10 j 18 h 41 min 31 s 12 j 1 h 25 min 47 s -                      | -                                                                          | Paula (Surasa) Mairer Dipali Cunningham -                         | 10 j 20 h 20 min 25 s 13 j 20 h 18 min 40 s -                    |

| Date  | Distance | Homme                | Homme                      | Homme                 | Femme                                 | Femme                  | Femme                 |
| Année | (miles)  | Pays                 | Athlète                    | Temps                 | Pays                                  | Athlète                | Temps                 |
| ----- | -------- | -------------------- | -------------------------- | --------------------- | ------------------------------------- | ---------------------- | --------------------- |
| 1997  | 3 100    | États-Unis           | Edward Kelley              | 47 j 15 h 19 min 56 s | États-Unis                            | Suprabha Beckjord (en) | 51 j 2 h 9 min 56 s   |
| 1998  | 3 100    | Hongrie              | István Sipos               | 46 j 17 h 2 min 6 s   | États-Unis                            | Suprabha Beckjord      | 49 j 14 h 30 min 54 s |
| 1999  | 3 100    | États-Unis           | Edward Kelley              | 48 j 12 h 42 min 46 s | États-Unis                            | Suprabha Beckjord      | 51 j 14 h 16 min 17 s |
| 2000  | 3 100    | Finlande             | Ashprihanal Pekka Aalto    | 47 j 13 h 29 min 55 s | États-Unis                            | Suprabha Beckjord      | 54 j 15 h 51 min 34 s |
| 2001  | 3 100    | Finlande             | Ashprihanal Aalto          | 48 j 10 h 56 min 12 s | États-Unis                            | Suprabha Beckjord      | 52 j 10 h 37 min 42 s |
| 2002  | 3 100    | Allemagne            | Madhupran Wolfgang Schwerk | 42 j 13 h 24 min 3 s  | États-Unis                            | Suprabha Beckjord      | 51 j 12 h 8 min 6 s   |
| 2003, | 3 100    | Serbie-et-Monténégro | Namitabha Arsic            | 49 j 2 h 24 min 45 s  | États-Unis                            | Suprabha Beckjord      | 56 j 3 h 0 min 22 s   |
| 2004, | 3 100    | Finlande             | Ashprihanal Aalto          | 46 j 6 h 55 min 11 s  | États-Unis                            | Suprabha Beckjord      | 55 j 13 h 13 min 0 s  |
| 2005  | 3 100    | Serbie-et-Monténégro | Srdjan Stojanovich         | 46 j 10 h 51 min 16 s | États-Unis                            | Suprabha Beckjord      | 63 j 4 h 23 min 28 s  |
| 2006  | 3 100    | Allemagne            | Madhupran Wolfgang Schwerk | 41 j 8 h 16 min 29 s  | États-Unis                            | Suprabha Beckjord      | 60 j 4 h 35 min 24 s  |
| 2007  | 3 100    | Finlande             | Ashprihanal Aalto          | 43 j 4 h 26 min 32 s  | États-Unis                            | Suprabha Beckjord      | 58 j 7 h 54 min 27 s  |
| 2008  | 3 100    | Finlande             | Ashprihanal Aalto          | 44 j 2 h 42 min 15 s  | États-Unis                            | Suprabha Beckjord      | 56 j 17 h 51 min 22 s |
| 2009  | 3 100    | Finlande             | Ashprihanal Aalto          | 43 j 16 h 28 min 6 s  | États-Unis                            | Suprabha Beckjord      | 60 j 8 h 58 min 51 s  |
| 2010, | 3 100    | Finlande             | Ashprihanal Aalto          | 46 j 7 h 37 min 24 s  | Aucune candidate ayant fini la course | —                      | —                     |
| 2011  | 3 100    | Ukraine              | Sarvagata Ukrainskyi       | 44 j 13 h 38 min 52 s | Autriche                              | Surasa Mairer          | 53 j 15 h 54 min 25 s |
| 2012, | 3 100    | Australie            | Grahak Cunningham          | 43 j 10 h 36 min 39 s | Aucune participante                   | —                      | —                     |
| 2013  | 3 100    | Russie               | Vasu Duzhiy (en)           | 47 j 5 h 39 min 0 s   | Autriche                              | Surasa Mairer          | 50 j 4 h 57 min 24 s  |
| 2014  | 3 100    | Ukraine              | Sarvagata Ukrainskyi       | 44 j 6 h 58 min 10 s  | Australie                             | Sarah Barnett          | 50 j 3 h 55 min 8 s   |
| 2015  | 3 100    | Finlande             | Ashprihanal Aalto          | 40 j 9 h 6 min 21 s   | Autriche                              | Surasa Mairer          | 49 j 7 h 52 min 24 s  |
| 2016  | 3 100    | Ukraine              | Yuri Trostenyuk            | 46 j 1 h 10 min 25 s  | Slovaquie                             | Kaneenika Janakova     | 51 j 7 h 31 min 7 s   |
| 2017  | 3 100    | Russie               | Vasu Duzhiy                | 46 j 17 h 38 min 22 s | Slovaquie                             | Kaneenika Janakova     | 48 j 14 h 24 min 10 s |
| 2018  | 3 100    | Russie               | Vasu Duzhiy                | 44 j 16 h 3 min 53 s  | Autriche                              | Surasa Mairer          | 51 j 12 h 47 min 37 s |
| 2019  | 3 100    | Finlande             | Ashprihanal Aalto          | 47 j 1 h 39 min 34 s  | Nouvelle-Zélande                      | Harita Davies          | 51 j 9 h 35 min 20 s  |
| 2020  | 3 100    | Italie               | Andrea Marcato             | 43 j 12 h 7 min 26 s  | Aucune participante                   | —                      | —                     |
| 2021  | 3 100    | Italie               | Andrea Marcato             | 42 j 17 h 38 min 38 s | Nouvelle-Zélande                      | Harita Davies          | 50 j 13 h 23 min 14 s |

#### Coureurs
- Grahak Cunningham
- Stutisheel Lebedev
- William Sichel
- Ultrabeh.sk